# Millbrook (Bedfordshire)
Millbrook – wieś w Anglii, w hrabstwie ceremonialnym Bedfordshire, w dystrykcie (unitary authority) Central Bedfordshire. Leży 12 km na południowy zachód od centrum miasta Bedford i 66 km na północny zachód od centrum Londynu.